# Arco de Mazarelos

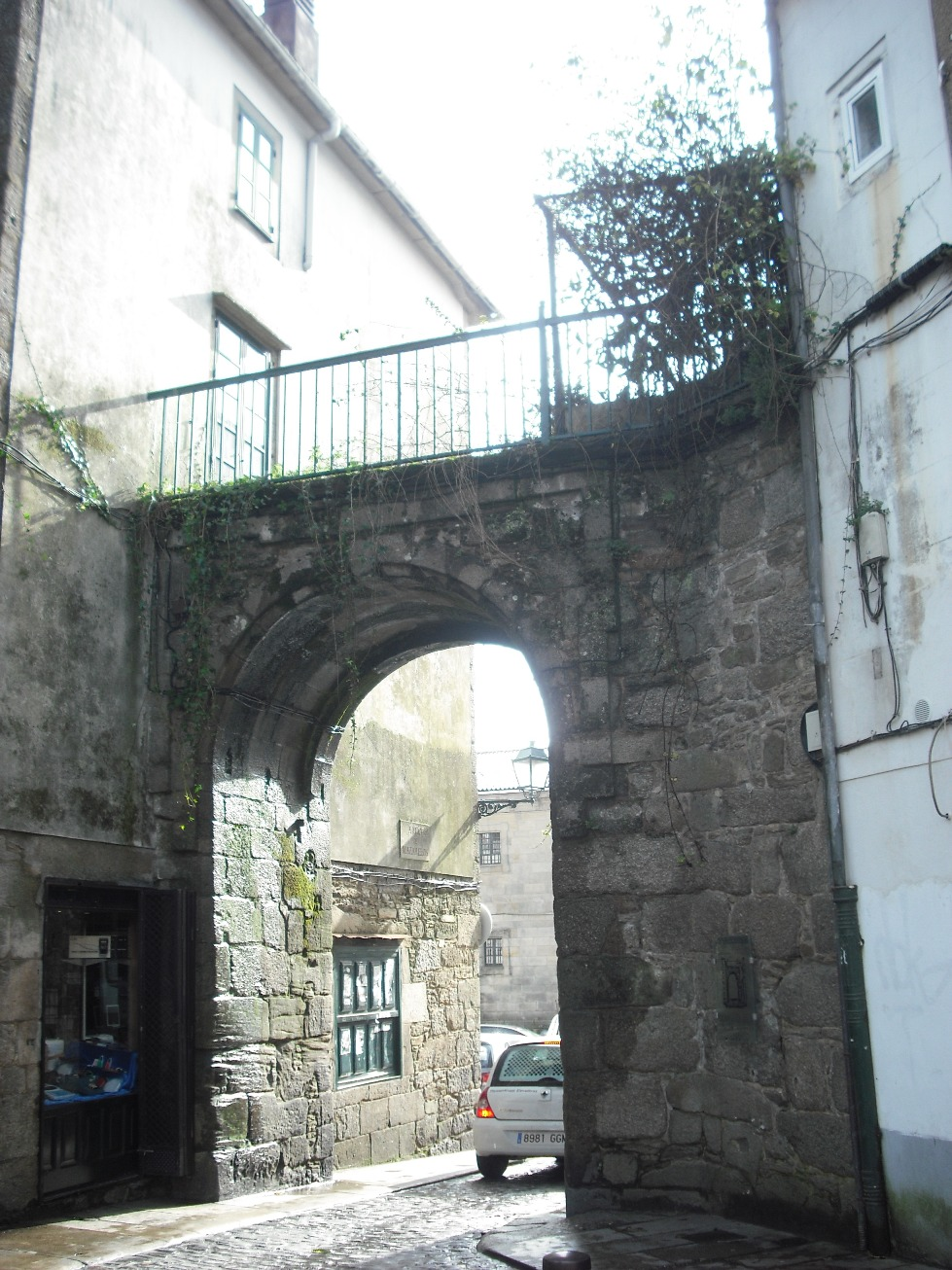
Arco de Mazarelos.

El arco de Mazarelos, también conocido como Puerta de Mazarelos, es una de las puertas que daban acceso a la ciudad de Santiago de Compostela en las Edades Media y Moderna, cuando la ciudad estaba defendida por una muralla.

## Características
La puerta de Mazarelos es el único vestigio que queda en pie de la muralla de Santiago de Compostela, ya que el resto de la misma fue derribada entre los siglos XVIII y XIX.
La puerta, de arco de medio punto peraltado, tiene en el lateral sur una edificación que conserva los cimientos del torreón defensivo que flanqueaba la puerta. Ambas arquitecturas están construidas en granito.

## Historia

### Construcción
La expedición militar de Almanzor sobre Santiago de Compostela en el año 997 llevó al obispo Cresconio (1037-1066) a reconstruir el sistema defensivo creado por Sisnando II sobre 968.
Sobre el segundo anillo defensivo (fosos profundos y cercas) que rodeaba el núcleo urbano (el primero protegía el locus Sancti Iacobi), Cresconio edificó otra muralla con torreones de planta cuadrada y ronda interior.

### Importancia de la puerta en la Edad Media
Esta puerta antiguamente permitía entrar en Santiago de Compostela a los viajeros procedentes de Orense.
En la Edad Media, los peregrinos que llegaban a Santiago de Compostela desde Mérida por la Vía de la Plata entraban en la ciudad por la puerta de Mazarelos, que era también el lugar por donde entraban el vino del Ribeiro desde la ciudad de Orense,[7] segundo consta en el capítulo IX del libro V del Codex Calixtinus, citado por Miguel Etayo Gordejuela:

A cidade de Compostela está situada entre dos ríos llamados Sar y Sarela. El Sar se encuentra al oriente entre el Monte do Gozo y la ciudad, y el Sarela al poniente. Las entradas y puertas de la ciudad son siete. La primera entrada se llama Porta Francíxena; la segunda, Porta da Pena; la tercera, Porta de Sofrades; la cuarta, Porta do Santo Peregrino; la quinta, Porta Falgueira, que conduce a Padrón; la sexta, Porta de Susannis; y la séptima, Porta de Mazarelos, por la que llega a la ciudad el precioso Baco.
Miguel Etayo Gordejuela

Hay constancia de que en la Edad Media varios cambistas de monedas vivían en la plaza de Mazarelos, y también de que la puerta de Mazarelos era una de las más frecuentadas por transeúntes y transportistas de mercancías, ya que hasta ella llegaba el camino que unía Santiago de Compostela con Comarca del Sar, y por ella llegaban a Santiago los cereales castellanos y los vinos del Ribeiro y del valle del Ulla.[11]

### Reformas
Durante los siglos XVI y XVII se realizaron importantes reparaciones y reformas en el sistema defensivo de la ciudad.
Finalmente, en el siglo XIX se derrumbaron las murallas, quedando sólo el arco de Mazarelos y algunos otros pequeños vestigios.